# HD 171301
HD 171301 e BD+30°3223B são dois componentes de um sistema estelar binário, na constelação de Lyra, a cerca de 370 anos-luz de distância da Terra. O mais brilhante do par é HD 171301, é uma estrela subgigante de magnitude 5 com do tipo espectral B8IV. O que significa que tem uma temperatura de superfície de 11.000 a 25.000 Kelvin e é mais brilhante, maior, e pelo menos duas vezes mais quente que o Sol. Seu companheiro, BD+30°3223B, é uma estrela de magnitude 13 de um tipo espectral desconhecido.